# De Jonge Samoerai: De Ring van Vuur
De ring van vuur is het zesde boek in de fictiereeks De jonge Samoerai, geschreven door de Engelse auteur Chris Bradford.
De Ring van vuur gaat verder na het einde van De Ring Van Water.
Het boek verscheen in de zomer van 2011 in Engeland, maar in Nederland verscheen het pas in mei 2015.

## Samenvatting
Nadat een sneeuwstorm hem dwingt om te gaan schuilen, komt Jack bij een dorp dat bescherming nodig heeft tegen overvallers uit de bergen. Verscheurd door de vraag of hij verder trekt of blijft om te helpen, wordt hij uiteindelijk door de dorpsbewoner overgehaald om te blijven en met het mee te vechten.
Jack weet dat ze meer hulp nodig zullen hebben en moet andere krijgers mobiliseren om mee te vechten voordat de overvallers terugkomen om de oogst te stelen. Geen gemakkelijke taak voor de jonge samoerai, zeker omdat de beloning gering is en hij een buitenstaander is. Nadat dit gebeurt komt jack Fletcher een geheimzinnige boer tegemoet.

## Personages
- Jack Fletcher - hij was de eerste Engelsman die voet aan wal zette in Japan, en de eerste die samoerai werd. Nu is hij op weg naar huis.
- Saburo
- Hayato – zoon van daimio Yukimura en een getalenteerde boogschutter.
- Yuudai – een breed, gespierde en zeer sterke samoerai met een nodachi.
- Miyuki - Ze is een ninja en een vriendin van Jack.

Dorpelingen
- Neko – een weesmeisje die doof is. Ze kookt voor Jack en de boeren, en ze leert een paar ninja-technieken.
- Junichi – het hoofd van het dorp Tamagashi. Zijn moeder woont in de molen van het dorp.
- Yoshi – een oudere man in het dorp.
- Toge – een van de dorpsleiders, die Jack niet vertrouwt en twijfelt aan Jacks capaciteiten als een samoerai.
- Sora – een oudere man in het dorp.

Bandieten
- Akuma – de Japanse naam voor ‘Zwarte Maan’. Hij is een harteloze krijger die de rijstvoorraden van de dorpelingen plundert voor zichzelf. Dit doet hij elk jaar tijdens de volle maan.
- Nakamura – hij is een van de meest bekwame handlangers van Akuma, gewapend met een bijl.
- Sayomi – vrouwelijke bandiet, handlanger van Akuma. Zij vecht met een naginata.
- Kurochi – de Japanse naam voor ‘De Slang’. Hij is zeer bedreven in het gebruik van een musket.

## De Vijf Ringen
De titels van de nieuwe boeken in deze serie zijn vernoemd naar De Vijf Ringen.
Dit zijn de vijf grote elementen van het universum: Aarde, Water, Vuur, Wind & Hemel.

De Vijf Ringen vormen de basis van hoe ninja’s het leven zien. Ninja's erkennen de kracht van de natuur en ze proberen daarmee in harmonie te leven.

Elk van de Ringen staat voor verschillende lichamelijke en geestelijke toestanden:
Aarde staat voor stabiliteit en zelfvertrouwen;
Water staat voor flexibiliteit en aanpassingsvermogen;
Vuur staat voor energie en toewijding;
Wind staat voor vrijheid, zowel van de geest als van het lichaam;
Hemel staat voor de Ruimte, vol dingen die buiten ons alledaagse leven staan, de onzichtbare kracht en creatieve energie van de kosmos.

De Vijf Ringen komen voor in alles wat ninja's doen. De Ringen zijn de inspiratie voor ninja-technieken en tactieken.

Beheers de Vijf Ringen: leer om standvastig te zijn zoals de Aarde, soepel te zijn als het Water, toe te slaan als Vuur, te rennen als de Wind en alziend te zijn als de Hemel. Dan ben je een ninja.

## Andere boeken in deze serie
Eerder verschenen (in het Nederlands):
- De Weg van de Krijger (15 januari 2009)
- De Weg van het Zwaard (27 oktober 2009)
- De Weg van de Draak (16 november 2010)
- De Ring van Aarde (26 augustus 2013)
- De Ring van Water (4 september 2014)
- De Ring van Wind (15 juli 2015)
- De Ring van de Hemel (20 november 2015)